# Bohicon II
Bohicon II è un arrondissement del Benin situato nella città di Bohicon (dipartimento di Zou) con 42.154 abitanti (dato 2006).